# Molnár Andrea (sportjogász)
Molnár Andrea (Debrecen, 1985. február 13. –) sportjogi szakjogász, gazdasági szakjogász, az Ovi-Sport Közhasznú Alapítvány elnöke, az Országos Mini-Futball Szövetség alelnöke. Az Európai Minifutball Szövetség (European Minifootball Federation) jogi bizottságának elnöke, a Világ Minifutball Szövetség (World Minifutball Federation) jogi bizottságának alelnöke.

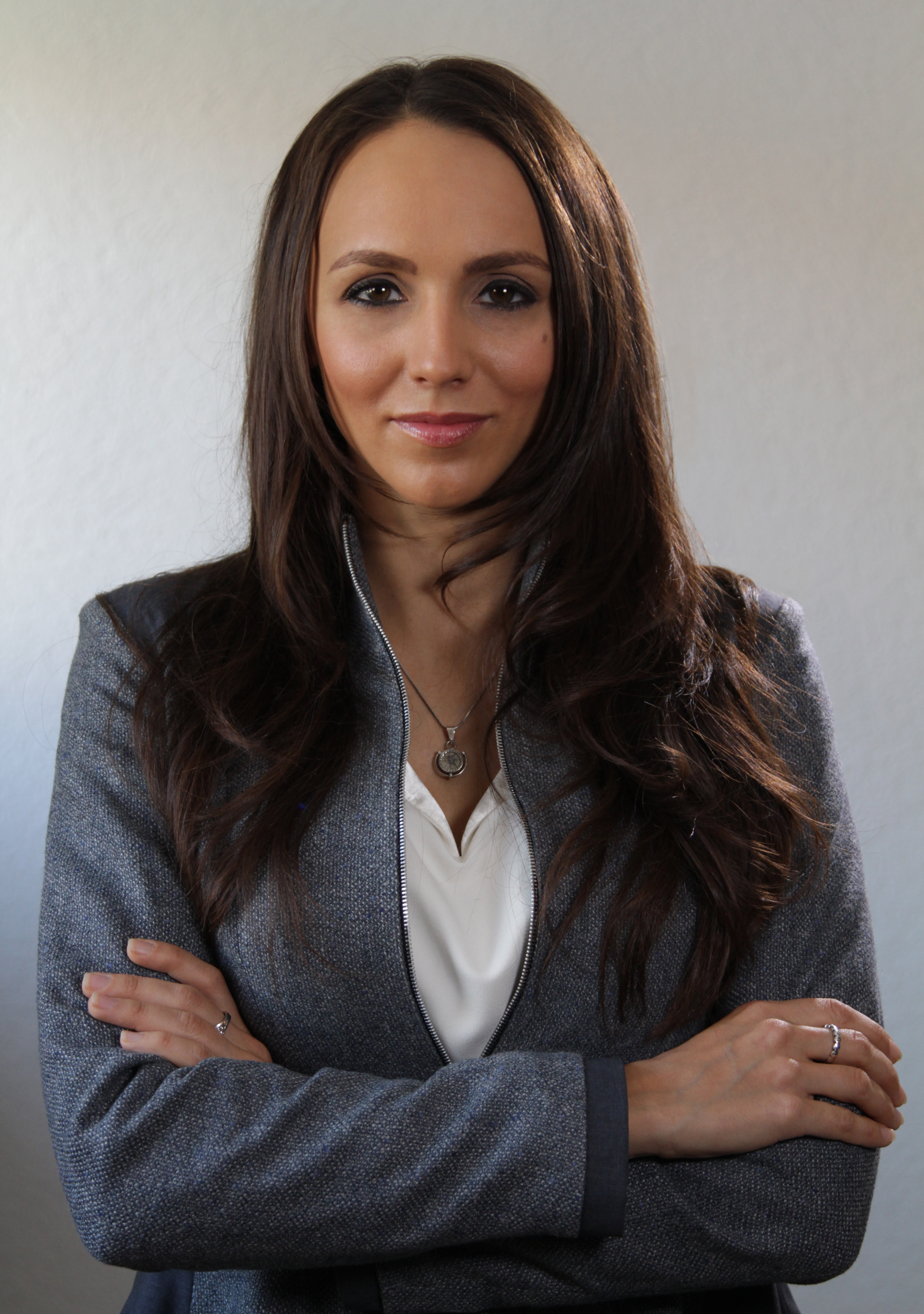
Dr. Molnár Andrea profilkép

## Tanulmányai
Tanulója volt a Debreceni Református Kollégium Gimnáziumának (1997-2000), majd cserediákként egy évet tanult Svájcban, a Schiers-i Evangélikus Középiskolában (Evangelische Mittelschule Schiers, 2000-2001). Ezt követően a Budapesti Német iskolában (mai nevén: Thomas Mann Gimnázium) érettségizett (2004). A Szegedi Tudományegyetem jogász alapképzése (2011) után ugyanott német jogi szakfordító szakjogászi diplomát (2012) szerzett. A Potsdami Egyetemen (Universität Potsdam) német gazdasági jogi szakjogász (LL.M, 2011), a Pázmány Péter Katolikus Egyetemen sportjogi szakjogász diplomát (2013) szerzett.

## Pályafutása
Értelmiségi építész család elsőszülött gyermekeként született. A sport mindig fontos szerepet töltött be az életében, Svájcba költözéséig versenyúszó volt. Nagyapjának köszönhetően gyerekkorától kezdve református hívő életet él.
A tanulás mellett folyamatosan dolgozott édesapja vállalkozásában, ahol főleg a nemzetközi kapcsolattartás volt a feladata. Egyetemi évei alatt gyakornokként gazdasági büntetőjoggal foglalkozó ügyvédi irodában dolgozott. Diplomáját megszerezve polgári jogi területen működő ügyvédi irodában volt ügyvédjelölt, később tanácsadó. Tagja lett a SPORTJUS Magyar Sportjogász Társaságnak.
Magyar Speciális Olimpia Szövetség
2013-ban a Magyar Speciális Olimpia Szövetség társelnökének választották, ahol túlnyomó részt jogi, illetve a nemzetközi ügyekkel foglalkozott. Számos nemzetközi sporteseményen vett részt (pl. Nyári Speciális Olimpiai Játékok, Los Angeles) delegáció-vezetőként vagy helyettesként. A 2016-os tisztújító választáson nem indult újra a pozícióért.
Minifutball Szövetség
2013-ban találkozott először az Európai Minifutball Szövetség akkori elnökével Razvan Burleanuval és alelnökével Filip Judával, akiknek a támogatásával elérte, hogy 2015-ben Tibor Dáviddal közösen újraszervezték az Országos Minifutball Szövetséget, amely mára a felnőtt amatőr kispályás labdarúgás országos szinten meghatározó szervezete lett, valamint felvételt nyert az európai és a világszövetség tagjainak a sorába. Az európai szövetség 2017-es tisztújító közgyűlését követően, a szövetség jogi bizottságának elnökévé választották , egy év múlva pedig a világszövetség jogi bizottságának alelnöke lett. A hatékony sportdiplomáciai munkának köszönhetően az Európai Minifutball Szövetség megkezdte székhelyének Magyarországra történő áttelepítését. 2016-ban aktív szervezője volt a Székesfehérvárott megrendezett Európa-bajnokságnak.
Ovi-Sport Közhasznú Alapítvány
2010-ben, kishúga óvodába adásakor betekintést nyert a hazai óvodapedagógus képzésbe, az óvodai sportinfrastruktúra állapotába, valamint az óvodai szinten működő utánpótlás nevelésbe. A hiányosságokat látva elhatározta, hogy ezen változtatni fog. Buzánszky Jenővel ugyanebben az évben találkozott Tatán, egy sportpálya átadó ünnepségen, ahol a témát megvitatva elhatározták, hogy ennek az útnak közösen vágnak neki. 2011-ben Buzánszky Jenővel, a legendás Aranycsapat tagjával megalapította az Ovi-Sport Közhasznú Alapítványt (korábbi nevén: Ovi-Foci Közhasznú Alapítvány), melynek kezdetektől fogva kuratóriumi elnöke.
Összefoglaló
2011-től az Ovi-Sport Közhasznú Alapítvány elnöke (alapító: Buzánszky Jenő)
2015-től az Országos Mini-Futball Szövetség jogi és nemzetközi ügyekkel foglalkozó alelnöke
2016-tól 2017-ig az Európai Minifutball Szövetség Fejlesztési Bizottságának, 2017-től pedig a Jogi Bizottság elnöke.
2017-től a World Minifootball Federation Jogi Bizottságának alelnöke.
2013-tól 2016-ig a Magyar Speciális Olimpia Szövetség társelnöke volt.
2012-től a SPORTJUS Magyar Sportjogász Társaság tagja.
2013-tól 2016-ig hazai és nemzetközi ügyvédi irodákban gyakornok, ügyvédjelölt, majd tanácsadó volt.
2007-től 2013-ig családi vállalkozásban dolgozott.